# Черменёв, Виталий Григорьевич
Виталий Григорьевич Черменёв (21 ноября 1942 — 2 января 1998) — советский и российский киноактёр и театральный режиссёр. Заслуженный деятель искусств Эстонской ССР.

## Биография
Виталий Черменёв впервые снялся в кино, будучи школьником (мальчишка-детдомовец из бригады Дробота в кинокартине «Карьера Димы Горина»). Окончил режиссёрский факультет ГИТИСа в 1970 году, был режиссёром Московского театра им. Маяковского (1968—1971). В это же время был приглашён в Красноярский драматический театр, где поставил «Мамина Антонина».
Затем долгое время работал художественным руководителем и главным режиссёром Таллинского русского драматического театра (1972—1981), это время считается одним из лучших периодов театра. Активная позиция Виталия Черменёва позволяла выпускать по 5-6 премьерных спектаклей за сезон. Главный режиссёр Новосибирского театра драмы «Красный факел» (1981—1985).
Умер 2 января 1998 года в возрасте 55 лет. Похоронен в Муроме Владимирской области.

## Награды и премии
- Заслуженный деятель искусств Эстонской ССР.
- Лауреат Государственной премии Эстонской ССР. (1975)

## Режиссёрские постановки
- «Мамина Антонина»

### Таллинский русский драматический театр
- «Я пришёл дать вам волю» (В. М. Шукшин)
- «Трамвай „Желание“» (Т. Уильямс)
- «Бег» (М. Булгаков)
- «Индрек и Карин» (по роману А. Х. Таммсааре «Правда и справедливость», 1977) [6]

### Новосибирский драматический театр «Красный факел»
- «Птицы нашей молодости» (И. П. Друцэ)
- «Закон вечности» (Н. Думбадзе)
- «Правда памяти» (А. Х. Абдуллина по мотивам книги Л. И. Брежнева «Возрождение»)
- «Не был, не состоял, не участвовал…»
- «По ком звонит колокол» (Э. Хемингуэй)
- «Деревья умирают стоя» (А. Касона)

## Фильмография
1. 1961 — Карьера Димы Горина — Павлик, член бригады Дробота, детдомовец
2. 1994 — Мольба о прощении (Россия, Польша)
3. 1995 — За что? (пол. Zа со? ; Россия, Польша)